# Calathus erratus erratus
Calathus erratus erratus é uma subespécie de insetos coleópteros pertencente à família Carabidae.
A autoridade científica da subespécie é C.R. Sahlberg, tendo sido descrita no ano de 1827.
Trata-se de uma subespécie presente no território português.